# J'embrasse pas
J'embrasse pas és una pel·lícula dramàtica francesa del 1991 dirigida per André Téchiné, protagonitzada per Manuel Blanc, Emmanuelle Béart i Philippe Noiret. La trama segueix un jove que abandona la seva llar provincial als Pirineus per anar a París amb l'esperança de convertir-se en actor. A un començament prometedor li segueix la desil·lusió i acaba al carrer com a prostitut.
La pel·lícula és un retrat trist i melancòlic d'un jove que busca i no troba sentit a la seva vida. La pel·lícula va vendre un total de 472.187 entrades a França.

## Argument
Pierre, un home idealista de vint anys, abandona la seva casa en un remot poble dels Pirineus per viatjar a París amb l'esperança de trencar amb la seva restrictiva vida provincial. En arribar a la capital francesa, recorre a l'única persona que coneix a la ciutat, Evelyne, una infermera de mitjana edat, a qui havia conegut breument quan treballava com a llitera a Lorda. És vaga i distreta, preocupada per la mare paralitzada amb qui viu. No obstant això, aconsegueix per Pierre una feina a la cuina d'un hospital. Troba un lloc on allotjar-se i, per tal de complir el seu somni d'infantesa, compra un llibre sobre com esdevenir actor.
Un company de feina, Said, el porta a sopar amb dos homes de mitjana edat: tots dos són gais. El violoncel·lista, Dimitri, és l'amant de Said, i el personatge intel·lectual de la televisió, Romain, està fascinat per Pierre, però insisteix que el seu interès és platònic. En Pierre és disgustat per com va la nit i quan en Romain el porta a casa i s'atura en un parc que és un punt de recollida de prostituts, se'n va enfurismat, negant-se a tornar al cotxe de Romain. L'Evelyne porta en Pierre a un restaurant car per compensar la seva indiferència anterior. Tornen a casa seva i passen la nit junts. Ella li ofereix allotjament gratuït, ell s'instal·la i inicien una aventura.
Pierre comença a assistir a classes d'actuació però mostra poc talent. Quan s'ha de preparar per a "Hamlet", recita el paper sense sentiments i fins i tot oblida les seves línies. Humiliat, fuig abandonant el seu ambiciós intent de convertir-se en actor.
La seva relació amb Evelyne també arriba a un final brusc. Ella sent que ell no l'estima realment i s'allunya d'ell. Quan li deixa uns diners, en Pierre se sent insultat, li retorna els diners i abandona el lloc que li havia ofert. S'absent de la feina provocant una malaltia i finalment perd la feina. Sense llar i obligat a dormir al carrer, és víctima d'uns lladres que li roben totes les seves pertinences. Ara trencat i sense sostre, Pierre torna al parc on el va acollir Romain i el torna a veure. L'oferta de favors sexuals de Pierre és rebutjada, però Romain el porta de viatge a Espanya. A Sevilla, Romain agafa algú altre com a amant i Pierre torna a París.
Sense feina ni casa, Pierre ha d'adoptar la prostitució com a única manera de guanyar diners. Deixa molt clares les seves regles als possibles clients masculins: "No beso, no xuclo, no em foten". Malgrat la seva aversió inicial al sexe amb homes, Pierre aconsegueix fer un èxit de la seva nova carrera. Durant una repressió policial contra els vianants, coneix l'Ingrid, una altra prostituta. S'enamora de l'Ingrid, el somni de la qual havia estat convertir-se en cantant. Tots dos són detinguts i després d'una nit a la presó, passen un dia idíl·lic junts. Fan l'amor, però la seva aventura és descoberta pel seu proxeneta, que amb la seva banda apallissa i viola en Pierre, obligant a l'Ingrid a mirar.
Pierre abandona París i s'uneix als paracaigudistes; expressa a un oficial entrevistador un desig de venjança, i també pel "salt al buit" que comporta el paracaigudes nocturn. Va a casa, li va dir al seu germà que no odiava la ciutat, simplement no estava preparat per a això. En sortir del seu servei, i a punt de marxar de nou cap a París i un futur obert, Pierre s'atura a la platja, es treu la roba i s'endinsa al mar.

## Repartiment
- Manuel Blanc com a Pierre
- Philippe Noiret com a Romain
- Emmanuelle Béart com a Ingrid
- Hélène Vincent com a Evelyne
- Ivan Desny com a Dimitri
- Roschdy Zem com a Saïd
- Christophe Bernard com a Le Mac
- Michèle Moretti com a professora de teatre

## Anàlisi
La pel·lícula és un retrat desolador i melancòlic d'un jove que busca i no troba sentit a la seva vida. L'estructura narrativa fragmentada i el ritme desigual de la pel·lícula s'afegeixen a la sensació d'inseguretat que experimenta el personatge central. Al mateix temps, la fotografia depriment –sobretot les intenses escenes nocturnes– ofereix una atmosfera d'opressió cruel i poesia fosca, motius recurrents en l'atractiu estil de cinema de Téchiné.

## Producció
- El rodatge va tenir lloc a Mont-de-Marsan, gran part del qual es trobava a les instal·lacions de la caserna Bosquet de Mont-de-Marsan que allotjava el 6è Regiment d'Infanteria Paracaigudes de la Marina (els de la 1a companyia i la de comandament i servei més precisament) a les Landes, així com a París. La penúltima escena es filma a l'estació de Mont-de-Marsan
- La pel·lícula està inspirada en la vida de l'actor i director Jacques Nolot, coguionista de la pel·lícula.[2] Durant les seves peregrinacions, havia freqüentat Roland Barthes, qui li va inspirar el personatge de Romain, interpretat per Philippe Noiret.[3]
- El personatge d'Ingrid està inspirat en el de Lulú, la caixa de Pandora, pel·lícula de Georg Wilhelm Pabst del 1929.[4]

## Estrena en DVD
La pel·lícula es va estrenar en DVD el 22 de juliol de 2008 als Estats Units com a part d'un Boxset de les pel·lícules de Téchiné. La pel·lícula és en francès amb subtítols en anglès i castellà. I Don't Kiss també està disponible al DVD de la Regió 2.

## Reconeixements
- 1992 - Premis César
  - César al millor actor revelació: Manuel Blanc